# Portada/efemèride juliol 19
Cécile Aubry
« 18 de juliol · 19 de juliol · 20 de juliol »